# Magic∞world
「Magic∞world」（マジック・ワールド）は、日本の歌手・黒崎真音の1作目のシングル。

## 解説
表題曲「Magic∞world」は、テレビアニメ『とある魔術の禁書目録II』のエンディングテーマ、カップリングの「ANSWER」は、PSPゲーム『とある魔術の禁書目録』のオープニングテーマとして採用されている。2曲共にI'veの女性クリエイターである井内舞子が作曲を手掛け、作詞は黒崎自身が担当している。
通常盤と初回限定盤の2種類の仕様でリリースされ、後者には「Magic∞world」のPVを収録したDVDが同梱されている。PVでは、『とある魔術の禁書目録』のキャラクターであるインデックスや初春飾利等のコスプレに挑戦している。なお、表題曲の歌詞は約2日程度で書き上げられた。

## 収録曲
（全作詞：黒崎真音、作曲・編曲:井内舞子）
1. Magic∞world [4:05]
AT-XおよびUHF系各局放送テレビアニメ『とある魔術の禁書目録II』前期エンディングテーマ
2. ANSWER [5:09]
PSP用ゲームソフト『とある魔術の禁書目録』オープニングテーマ
3. Magic∞world -instrumental-
4. ANSWER -instrumental-

DVD（初回限定盤のみ）
1. Magic∞world（PV）

## 収録アルバム
| 曲名        | アルバム             | 発売日         | 備考               |
| ----------- | -------------------- | -------------- | ------------------ |
| Magic∞world | 『Butterfly Effect』 | 2011年11月30日 | オリジナルアルバム |
| ANSWER      | 『Butterfly Effect』 | 2011年11月30日 | オリジナルアルバム |